# Carpignano Salentino
Carpignano Salentino (Carpignànu in dialetto salentino, Καρπιν̌ιάνα, Karpignàna in grico, fino al 1863 chiamata Carpignano) è un comune italiano di 3 639 abitanti della provincia di Lecce in Puglia.
Situato nel Salento orientale, comprende anche la frazione di Serrano.
Dal 2005 fa parte dell'unione di comuni della Grecia salentina, l'area di influenza greca del Salento caratterizzata dalla presenza della lingua grica. Tuttavia nel comune di Carpignano non si parla il grico dall'inizio del XIX secolo.

## Geografia fisica

### Territorio
Il territorio del comune di Carpignano Salentino occupa una superficie di 48,04 km² e sorge a 76 m s.l.m. Malgrado la ridotta estensione dell'abitato, il feudo è fra i più vasti della provincia (comprende la località di Santa Marina di Stigliano, diverse masserie e una vasta zona nominata "Pasulu").
Dista circa 25 km dal capoluogo in direzione sud-est e 13 km dalla costa adriatica. La località marittima più vicina è Torre Sant'Andrea, afferente al comune di Melendugno, mentre Otranto è a circa 15 km.
Confina nord con il comune di Melendugno, a est con il comune di Otranto, a sud con i comuni di Cannole e Castrignano de' Greci e a ovest con i comuni di Martano e Calimera.
- Classificazione sismica: zona 4 (sismicità molto bassa), Ordinanza PCM n. 3274 del 20/03/2003

### Flora
Nel 2012 è stato scoperto il primo esemplare al mondo di Quercus × caroppoi o Quercia Elegante di Carpignano.

### Clima
Dal punto di vista meteorologico Carpignano Salentino rientra nel territorio del Salento orientale che presenta un clima mediterraneo, con inverni miti ed estati caldo umide. In base alle medie di riferimento, la temperatura media del mese più freddo, gennaio, si attesta attorno ai +14,5 °C, mentre quella del mese più caldo, agosto, si aggira sui +34,5 °C. Le precipitazioni, frequenti in autunno ed in inverno, si attestano attorno ai 626 mm di pioggia/anno. La primavera e l'estate sono caratterizzate da lunghi periodi di siccità.
Facendo riferimento alla ventosità, i comuni del Salento orientale sono influenzati fortemente dal vento attraverso correnti fredde di origine balcanica, oppure calde di origine africana.
| Carpignano Salentino       | Mesi | Mesi | Mesi | Mesi | Mesi | Mesi | Mesi | Mesi | Mesi | Mesi | Mesi | Mesi | Stagioni | Stagioni | Stagioni | Stagioni | Anno |
| Carpignano Salentino       | Gen  | Feb  | Mar  | Apr  | Mag  | Giu  | Lug  | Ago  | Set  | Ott  | Nov  | Dic  | Inv      | Pri      | Est      | Aut      | Anno |
| -------------------------- | ---- | ---- | ---- | ---- | ---- | ---- | ---- | ---- | ---- | ---- | ---- | ---- | -------- | -------- | -------- | -------- | ---- |
| T. max. media (°C)         | 16   | 17   | 19   | 23   | 28   | 34   | 37   | 37   | 35   | 33   | 26   | 17   | 16,7     | 23,3     | 36       | 31,3     | 26,8 |
| T. min. media (°C)         | 13   | 15   | 17   | 22   | 26   | 28   | 29   | 32   | 33   | 33   | 24   | 14   | 14       | 21,7     | 29,7     | 30       | 23,8 |
| Precipitazioni (mm)        | 71   | 60   | 65   | 40   | 33   | 20   | 16   | 22   | 49   | 80   | 97   | 74   | 205      | 138      | 58       | 226      | 627  |
| Umidità relativa media (%) | 78,7 | 78,2 | 77,8 | 77,3 | 76,2 | 72,9 | 70,9 | 72,4 | 76,5 | 79,2 | 80,5 | 80,3 | 79,1     | 77,1     | 72,1     | 78,7     | 76,7 |

- Classificazione climatica di Carpignano Salentino:[8]
  - Zona climatica: C
  - Gradi giorno: 1232

## Origini del nome
Secondo una diffusa ma poco plausibile interpretazione, il nome del paese deriverebbe da quello del centurione romano Carpinius, sul modello di altri toponimi salentini ricondotti al nome di condottieri romani ritenuti loro fondatori. In realtà gli studiosi propendono per la tesi di una derivazione messapica della radice karp ("pietra", "roccia"), per cui Carpignano significherebbe "luogo posto su un'altura".

## Storia

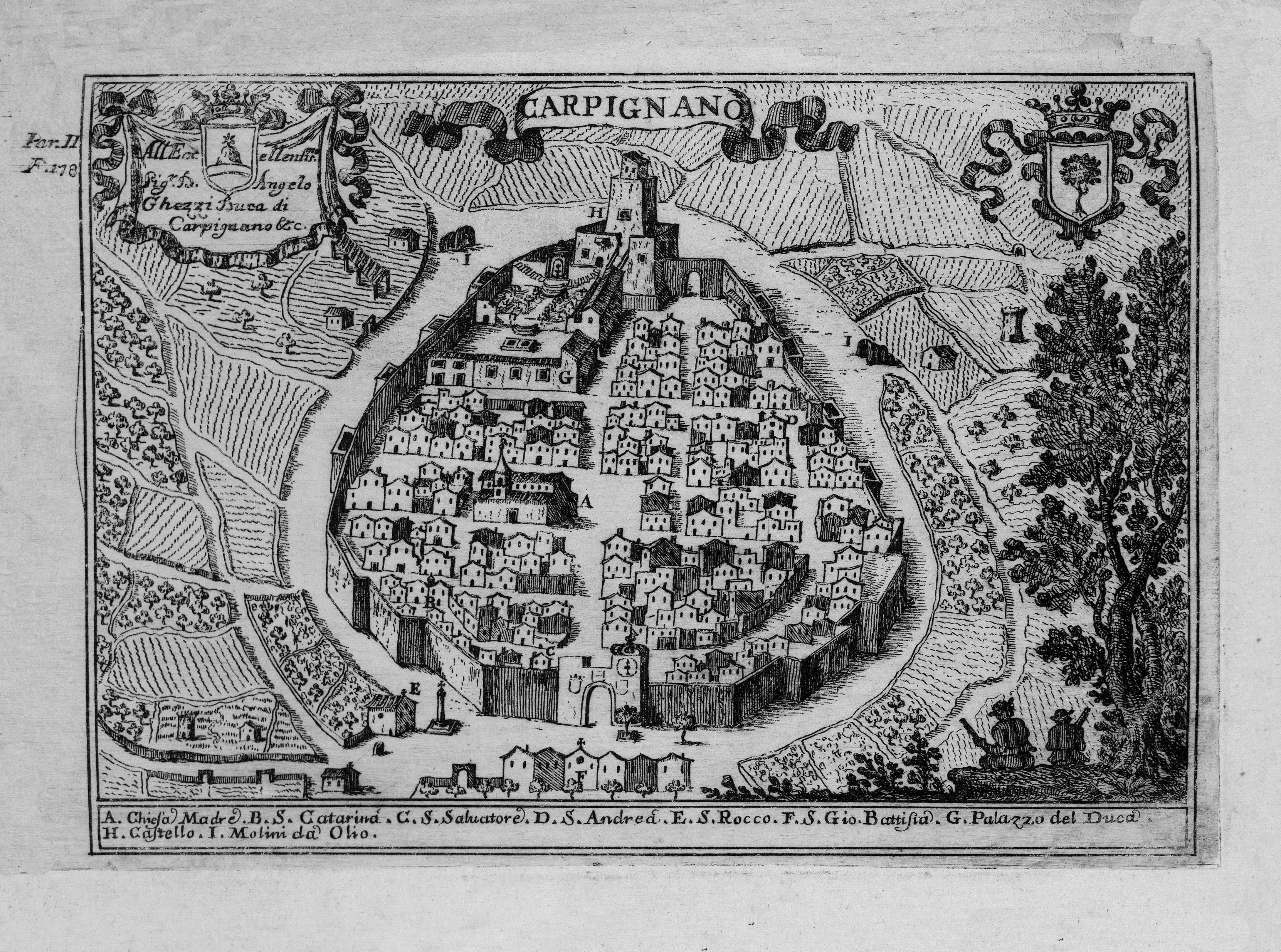
Carpignano nel 1703.

La presenza dell'uomo risale a tempi remoti; questo è testimoniato dalla presenza di alcuni menhir: il menhir Grassi e il menhir Croce Grande o Staurotomèa (in greco Σταυροτομέα). Inoltre, recentemente è stata rinvenuta nel centro storico una tomba risalente a qualche migliaio di anni prima di Cristo.
Il territorio fu sicuramente assoggettato al dominio romano; il centro sorge infatti lungo l'antico asse della strada Traiana Calabra. In seguito alla dominazione bizantina del Salento, Carpignano appartenne al Thema di Longobardia fondato nell'892 circa. Di questo periodo resta l'importante cripta bizantina di Santa Cristina con affreschi risalenti al X secolo.
La storia della Terra di Carpignano durante il Basso Medioevo e per tutta l'età moderna fu contrassegnata, già a partire dal XII secolo, da una serie di feudatari che si succedettero nel governo del feudo durante la dominazione normanna (XI-XII sec.), sveva (XII-XIII sec.), angioina (XIII-XV sec.), aragonese (XV sec.) e, infine, spagnola (XVI-XVIII sec). Intorno alla fine del XIII secolo la Terra di Carpignano, non ancora inclusa nel territorio di pertinenza, della Contea di Lecce, ne entrò a far parte a pieno titolo. Il considerevole elenco dei feudatari che si alternarono nel possesso di questa terra, ad un certo momento, si restringe fino a comprendere un numero ben più limitato di famiglie nobili che ebbero stabilmente e per lunghi periodi la signoria sul feudo in questione. La prima di queste famiglie fu quella dei del Balzo-Orsini, il cui capostipite, Giovanni Antonio, fu signore della Contea di Lecce nonché della Terra di Carpignano fino al 1436, anno della sua morte. Della presenza dei del Balzo-Orsini nel territorio carpignanese parlano due stemmi della famiglia posti sulla porta della torre colombaia sita in contrada Cacorzo. Quando, agli inizi del XVI secolo, l'Italia meridionale passò sotto il dominio spagnolo, il re Ferdinando il Cattolico concesse la Terra di Carpignano al feudatario Federico Uries, nobile originario della Spagna, trasferitosi poi in Terra d'Otranto. Nel 1574 un discendente di Federico, Ugo Uries, vendette il feudo a Niccolò Personè. Per trent'anni, più precisamente dal 1574 al 1604, i Personè furono i signori del feudo. Verso la fine del 1604 il feudo di Carpignano fu venduto da Gio. Camillo Personè a Fabrizio Lanario [d'Aragona], conte di Sacco, per 33000 ducati. Dopo i Lanario la signoria passò ai Matuda de Azzevedo, i quali la esercitarono col titolo di “principi di Carpignano”. Tra gli anni venti e trenta del Seicento il feudo fu acquisito dai Ghezzi, orvietani d'origine. Carlo Ant. Ghezzi fu il primo duca di Carpignano dal 1662.
Durante il Regno d'Italia fu sede di pretura.

### Simboli
Lo stemma di Carpignano Salentino raffigura un pino sormontato da una corona marchionale. Il pino secolare raffigurato venne abbattuto nel 1976, al suo posto è stato piantato un nuovo giovane pino.
Il gonfalone è un drappo di giallo.

## Monumenti e luoghi d'interesse

### Architetture religiose
- Cripta di Santa Marina e Cristina: conserva uno dei cicli di affreschi bizantini più antichi della Puglia.
- Chiesa matrice Assunzione Maria Vergine (rifacimento sec. XVII su edificio di fine sec. XV)

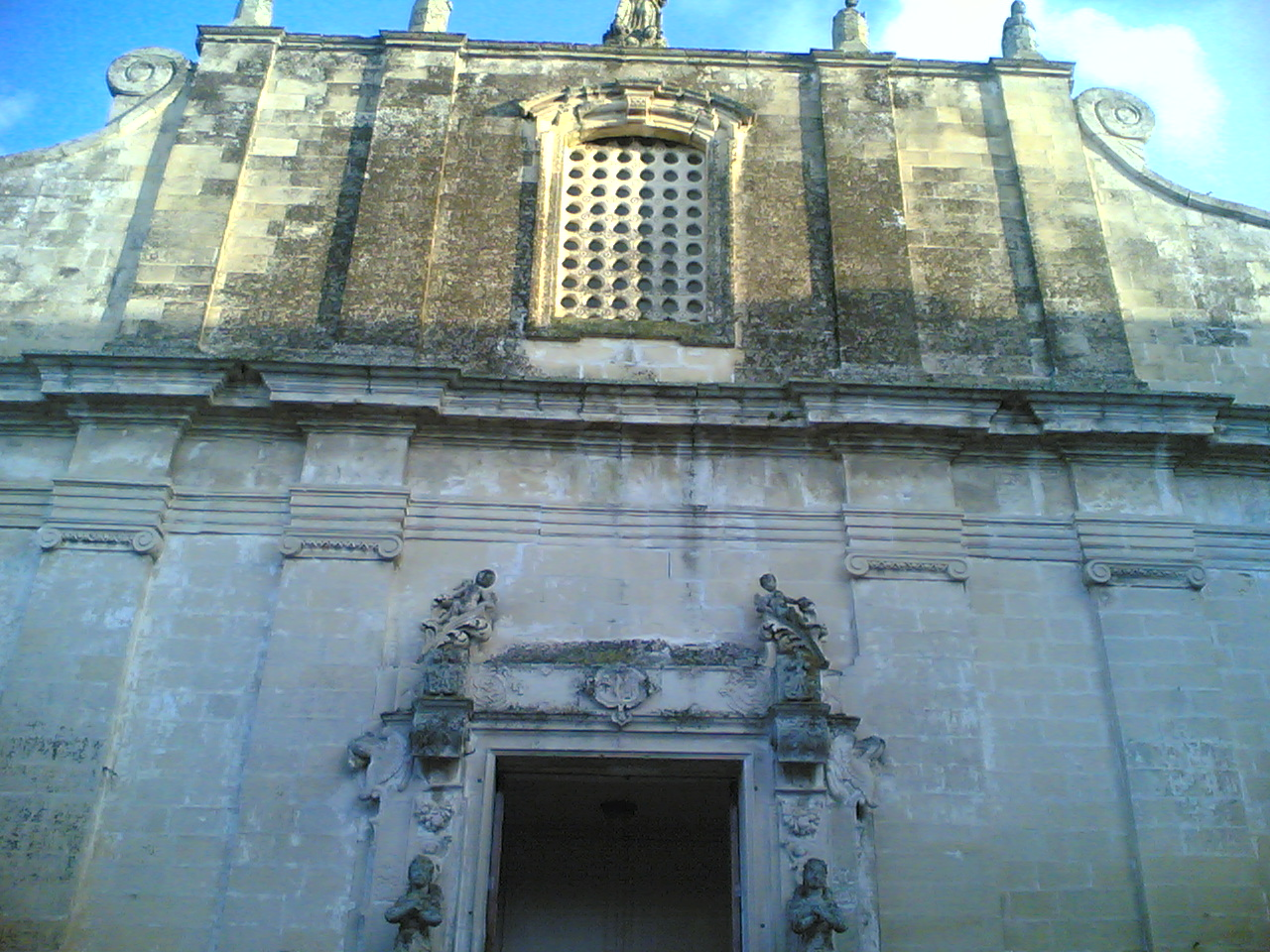
Chiesa matrice Assunzione Maria Vergine (rifacimento sec. XVII su edificio di fine sec. XV)

Situata nel cuore di Carpignano Salentino, la chiesa madre è dedicata a Maria SS. Assunta. Fu ricostruita nel XVII secolo su una costruzione quattrocentesca di modeste dimensioni.
Presenta un elegante prospetto in pietra leccese, movimentato da paraste e caratterizzato da un'ampia scalinata dalla quale si accede nell'edificio. All'interno sono custodite pregevoli opere settecentesche e sontuosi altari barocchi. Databili al Cinquecento e al Seicento sono alcune tele ad olio provenienti dall'antica struttura.
- Cappella dell'Immacolata (sec. XVIII)

La Cappella dell'Immacolata fu costruita verso la fine del XVIII secolo dalla locale famiglia Spiri. L'interno, ad aula unica, presenta lungo il perimetro dell'edificio, gli scanni in legno per i confratelli. Pregevole è l'altare dedicato alla Vergine.
- Cappella del Carmine (annessa al Palazzo Mortari-Libetta, sec. XVIII)
- Santuario Madonna della Grotta (sec. XVI)

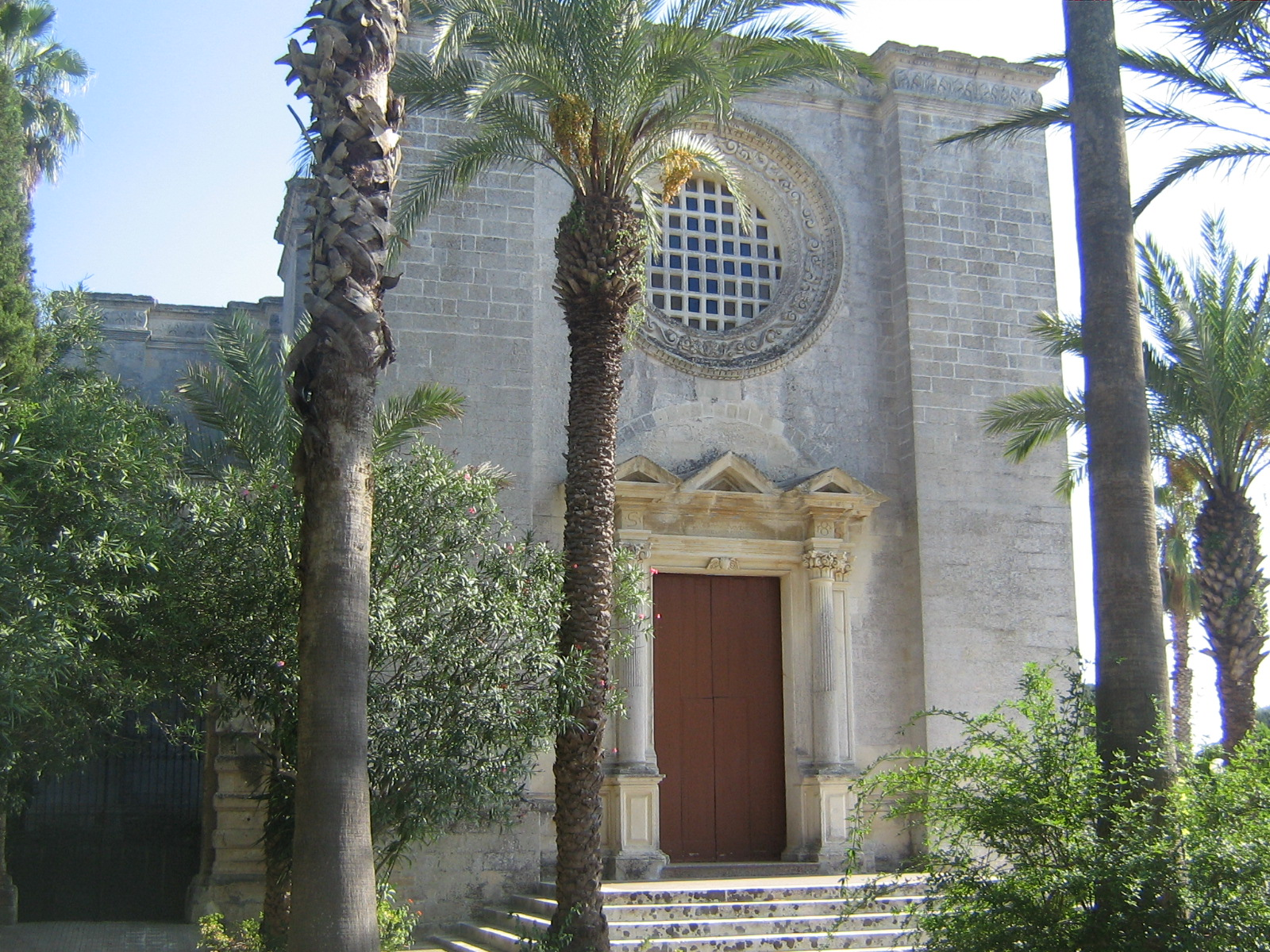
Santuario Madonna della Grotta

Il Santuario, dedicato alla Madonna della Grotta, venne edificato nel XVI secolo come ricorda un'iscrizione sulla facciata della chiesa "1575". Sorge sui resti della cripta bizantina dedicata a san Giovanni Battista.
Secondo la tradizione il 2 luglio 1568, un cieco, per ripararsi da un violento temporale, si rifugiò in una grotta abbandonata. Mentre pregava, si addormentò ed avvenne il miracolo dell'apparizione della Vergine, la quale chiese di edificare in quel luogo una chiesa. Inoltre nella grotta fu rinvenuto un dipinto della Madonna.
L'edificio sacro presenta al suo interno la cripta in cui è custodito il dipinto ritrovato nel 1568. Lungo le pareti del transetto, di notevole valore artistico sono gli affreschi di fine Cinquecento raffiguranti alcuni santi. Inoltre sono conservate diverse tele, fra cui si distinguono quelle dei Santi Pietro e Paolo e quella raffigurante la Vergine del Purgatorio, opera di Ippolito Borghese datata 1601.
- Chiesa di Santa Marina di Stigliano

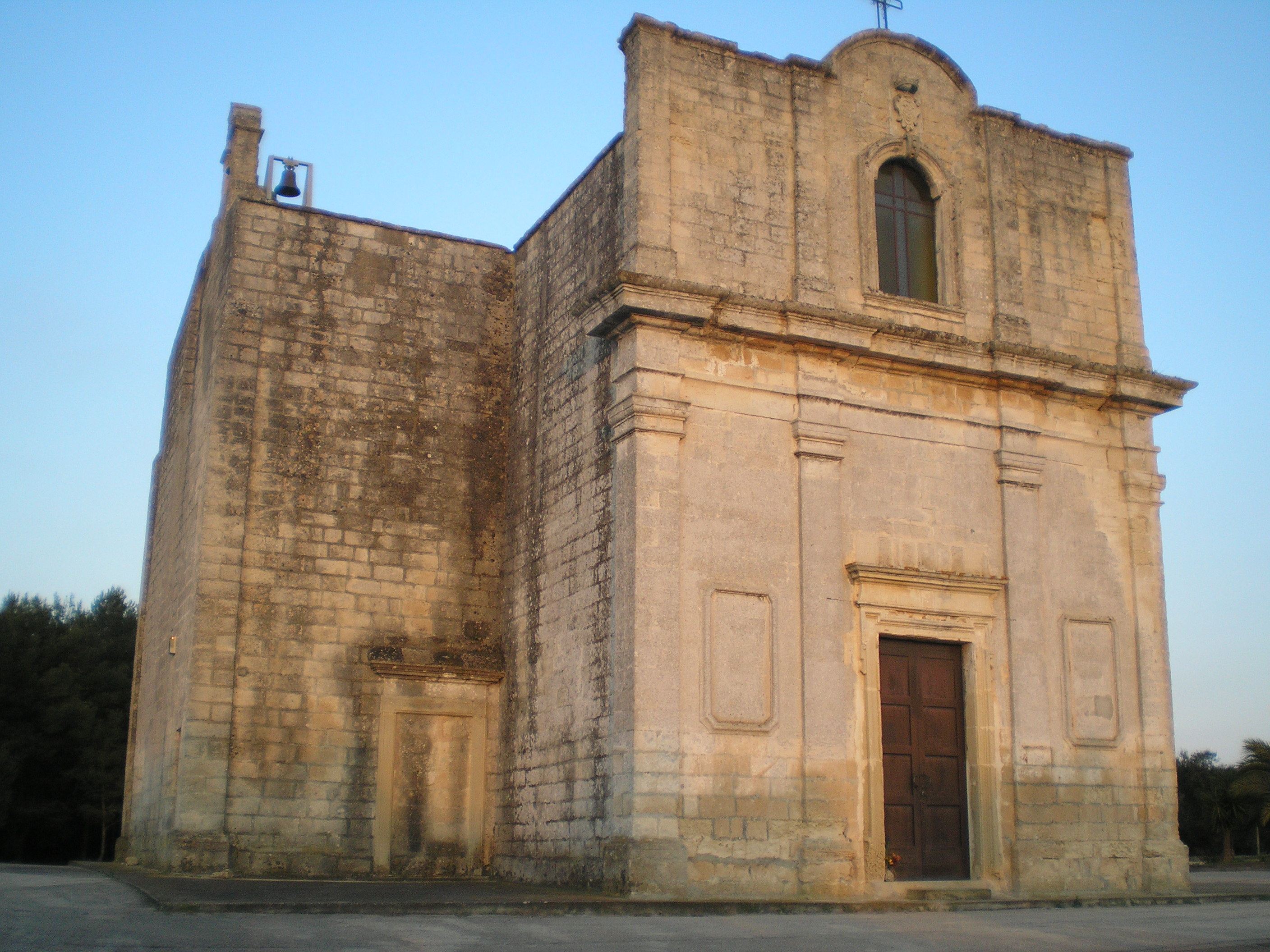
Chiesa bizantina di Santa Marina sui resti del casale di Stigliano

A Santa Marina è dedicata una chiesa bizantina che sorge esattamente sui resti di Stigliano (a circa 3 chilometri dal centro abitato), antico casale del periodo bizantino distrutto dai turchi e appartenuto, tra gli altri, ai marchesi Granafei, già titolari del feudo di Sternatia. La chiesa è legata tradizionalmente alla frazione di Serrano.
Realizzata nel 1762 insieme ad un complesso masserizio, fu voluta dal barone Domenico Salzedo. Sorge sui resti di una cripta bizantina a pianta quadrangolare sulle cui pareti rimangono deboli tracce di affreschi tra le quali si può distinguere una Madonna col Bambino e un'immagine di Santa Marina. La chiesa, a croce greca, presenta tre altari dedicati alla titolare e ai santi San Nicola ed Eligio.

### Architetture civili
- Palazzo ducale Ghezzi (rifacimento sec. XVIII su resti ancora visibili del periodo angioino precedente)

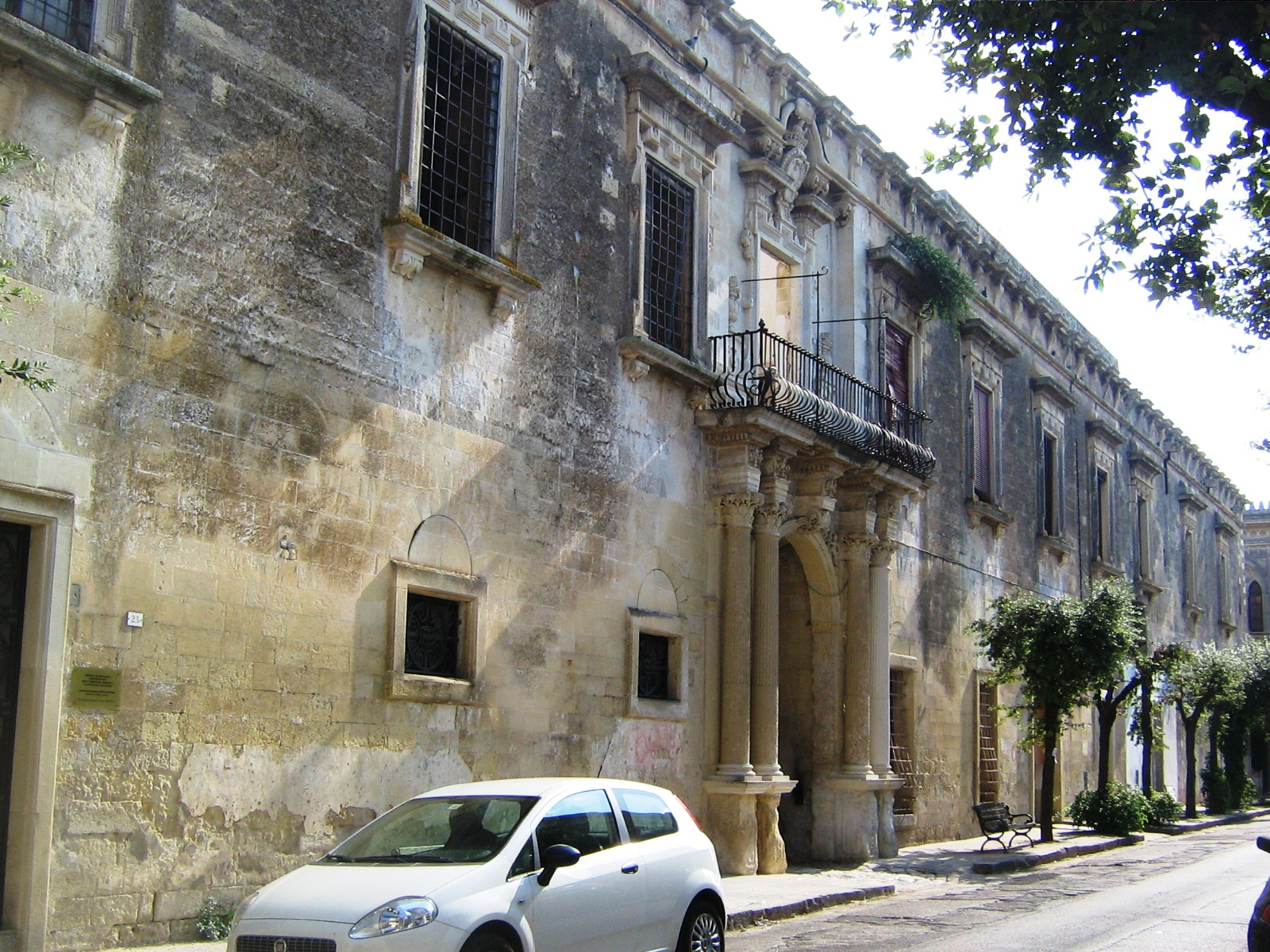
Palazzo ducale

Il palazzo ducale Ghezzi, è una struttura seicentesca edificata sui resti di un impianto precedente databile al XIV secolo. Il palazzo, che si sviluppa su due piani, sorge a metà strada fra la Chiesa Madre e il Castello, di cui rimane poco o nulla. Di esso, la parte più antica – definita nel progetto del 1881 come «(…) informe rovina medioevale – lugubre ricordo di un tempo
che non verrà più» – venne distrutta proprio in quegli ultimi anni dell'Ottocento, quando il paese fu interessato, come tantissimi centri, piccoli e grandi, della penisola, da interventi volti a modernizzarne l'immagine e l'impronta urbanistica, distruggendo così interessanti testimonianze di un passato illustre. Di quell'antico castello, tanto per citare un esempio, furono abbattute le mura e al posto della precedente struttura fu eretto palazzo Chironi.
Tuttora esistente il palazzo ducale ampliato nel XVIII secolo sfruttando parti e muri della precedente dimora baronale. Il lungo prospetto è caratterizzato da un elegante e imponente portale barocco, incorniciato da quattro colonne scanalate, sormontato da un balcone su cui è visibile lo stemma dei duchi Ghezzi, feudatari di Carpignano nel Settecento, e l'iscrizione latina NON SIBI SED ALIIS ("non per sé ma per gli altri"), che richiama alla memoria la generosità dell'antico signore.
- Palazzo Salomi (ampliamento del sec. XX su palazzo precedente)
- Casa Zaminga (sec. XVII)
- Casa Mico (sec. XVIII)
- Casa Zaminga (sec. XVI)
- Casa Brunetta (XVII sec. recentemente ampliato e ristrutturato)
- Palazzo Brunetta (ampliamento sec. XIX)
- Palazzo Della Tommasa (ampliamento secc. XVIII-XIX)
- Palazzo Chironi (fine sec. XIX)
- Palazzo De Maglie (terminato agli inizi del sec. XX su precedente casa Greco)
- Palazzo De Donatis (sec. XX)
- Palazzo Chironi-Sansonetti (sec. XVI con successivi ampliamenti)
- Casa Zaminga (sec. XVII)
- Palazzo Spiri-Orlandi (sec. XIX)
- Palazzo Orlandi-Congedo (sec. ampliamento XX)
- Palazzo Mortari-Libetta (sec. XVIII)
- Palazzo Pasca-Caggese (precedente al sec. XVII)
- Casa Ruggeri (sec. XVII)
- Palazzo Municipale (sec. XIX)
- Villa Pranzo (sec. XX)
- Villa De Donatis-Villani (sec. XX)
- Torre Colombaia

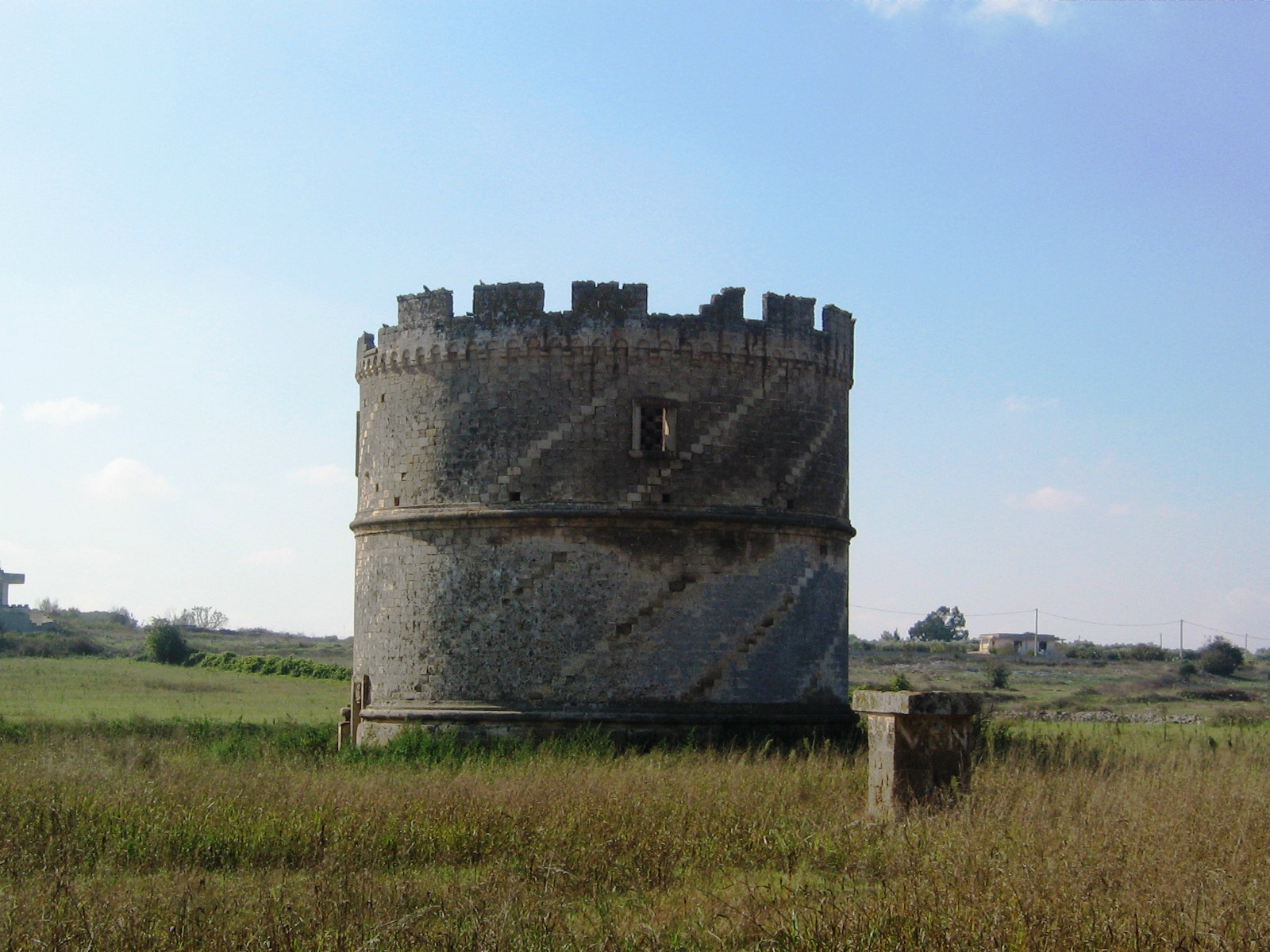
Torre Colombaia

La torre colombaia (palumbaru in dialetto salentino), è un'ampia struttura cilindrica dotata di cellette interne che ospitano dei volatili (soprattutto colombe). Nel paese se ne contano tre, una delle quali, vicina al Santuario della Madonna della Grotta (zona Cacorzu) è la più grande del Salento. Fu fatta costruire nel corso del Quattrocento dagli antichi nobili del posto come si evince dagli stemmi dei Del Balzo e dei Del Balzo-Brienne. 

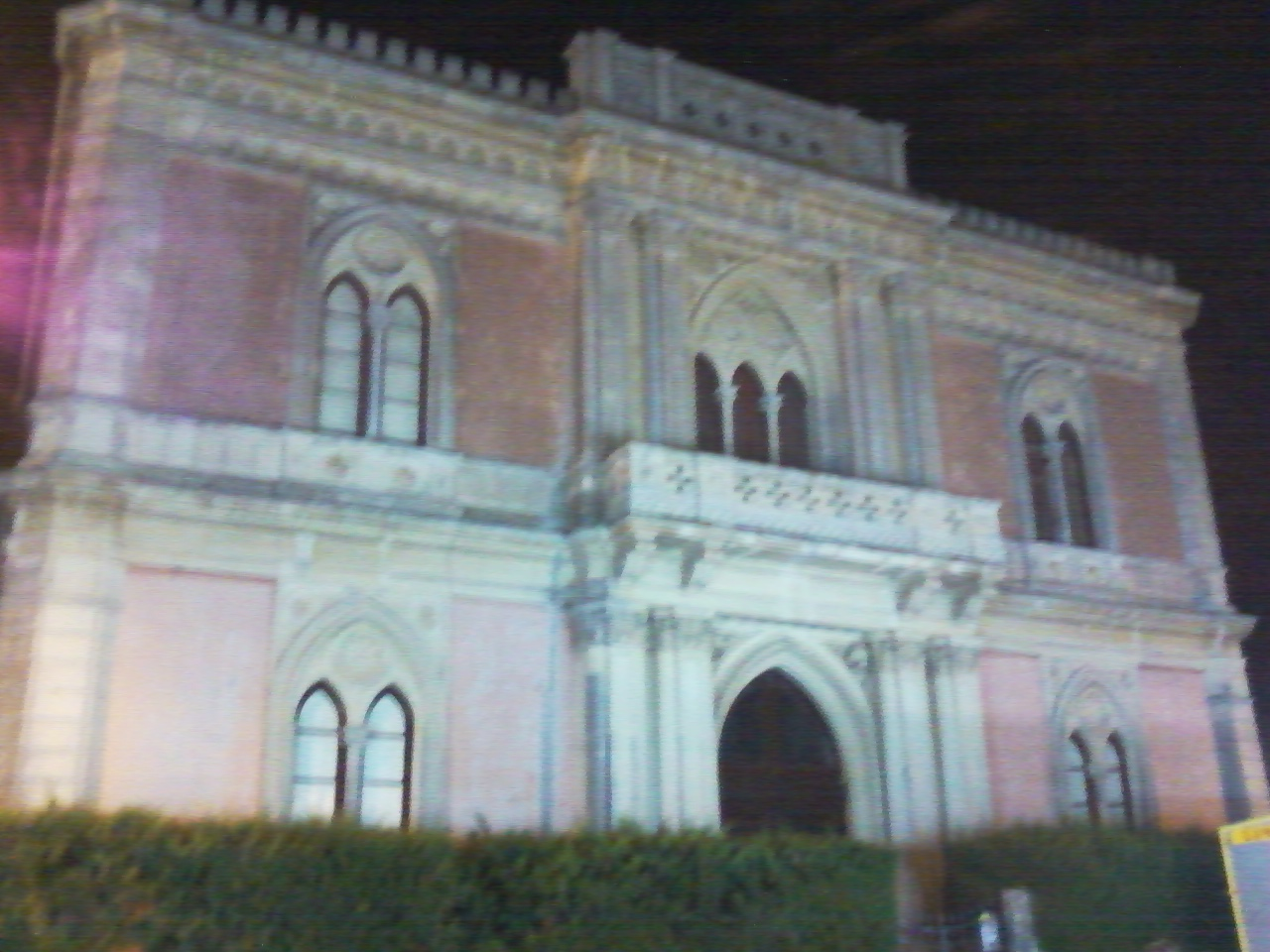
Palazzo Chironi

- Portale di ingresso al giardino di delizia Pita con lo stemma Ghezzi-Lubelli (sec. XVIII)
- Orologio comunale (1912) (Progetto ing. Generoso De Maglie)
- Monumento ai Caduti. Progetto ing. Generoso De Maglie (sec. XX)
- Resti sistema difensivo (secc. XIV-XV)
- Mura e Porta Nord (principale) con resti dell'antico fossato.

### Menhir
- Menhir Grassi

Il menhir Grassi è situato a 2 km dal centro del paese in contrada Mauriani. Ha un'altezza di 3,30 m, la faccia principale è larga 50 cm mentre quella laterale 21. Nel 1910 il monolite era disteso per terra e sradicato dalla buca che l'ospitava. Venne riposizionato il 4 aprile 1953.
- Menhir Croce Grande Staurotomea

Il menhir, posto nelle vicinanze del Santuario, ha un'altezza di 1,58 metri. Nel 1942 era alto 4,10 metri e l'attuale altezza fu causata alcuni decenni fa, quando il monolite fu rimosso e spaccato per la ricerca del mitico tesoro dei folletti (acchiatura) seppellito sotto la pietra. Il termine staurotomea deriva dal grico e significa croce grande.
- Chianca di Santo Stefano (trilite)

### Rinvenimenti archeologici
Sepoltura neolitica a grotticella del Neolitico finale (IV millennio a.C.)

## Società

### Evoluzione demografica
Abitanti censiti

### Etnie e minoranze straniere
Al 31 dicembre 2020 a Carpignano Salentino risultano residenti 82 cittadini stranieri. Le nazionalità principali sono:

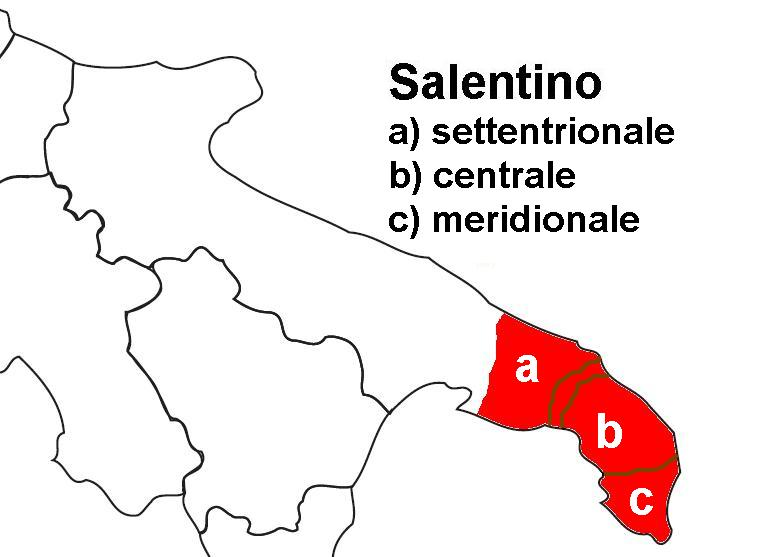
Diffusione del dialetto salentino

- Romania - 19

### Lingue e dialetti
Il dialetto parlato a Carpignano Salentino è il dialetto salentino nella sua variante centrale che corrisponde al dialetto leccese. Il dialetto salentino si presenta carico di influenze riconducibili alle dominazioni e ai popoli stabilitisi in questi territori che si sono susseguite nei secoli: messapi, greci, romani, bizantini, longobardi, normanni, albanesi, francesi, spagnoli.

## Cultura

### Eventi
- Festa di Sant'Antonio di Padova; 13 giugno
- Festa di San Vito; 15 giugno
- Festa della Madonna della Grotta; 2-3 luglio

Ogni anno, in coincidenza del primo fine settimana di settembre, si tiene la "Festa te lu mieru", una delle sagre più famose e frequentate dell'estate salentina. La prima edizione risale al 1974.
Originariamente la festa era una presentazione reciproca e popolare dei vini novelli. La sua fama è soprattutto legata alla distribuzione gratuita di vino.
Risale probabilmente a prima del 1000 la fiera dei santi Cosma e Damiano, legata alla fiera che si celebra il 1º novembre di ogni anno.

## Infrastrutture e trasporti
Carpignano è attraversata dalla strada provinciale 48, che in direzione nord-ovest conduce a Martano e alla strada statale 16 Adriatica e in direzione sud-est porta a Otranto. Il comune è servito inoltre dalle strade provinciali 3 per Borgagne e Melendugno, 212 per Cursi, 153 per Castrignano de' Greci e 276 che si innesta sulla provinciale 147 Martano-Borgagne e prosegue con altra numerazione per Melendugno.

## Amministrazione
Di seguito è presentata una tabella relativa alle amministrazioni che si sono succedute in questo comune.
| Periodo         | Periodo         | Primo cittadino         | Partito                                                        | Carica                   | Note   |
| --------------- | --------------- | ----------------------- | -------------------------------------------------------------- | ------------------------ | ------ |
| 1869            |                 | Diego Lubelli           |                                                                | Sindaco                  |        |
|                 |                 | Liborio Salomi          |                                                                | facente funzioni sindaco |        |
| 1873            |                 | Antonio Gallina         |                                                                | facente funzioni sindaco |        |
| 1875            |                 | Pietro Chironi          |                                                                | facente funzioni sindaco |        |
| 1876            |                 | Francesco Orlandi       |                                                                | facente funzioni sindaco |        |
| 1877            |                 | Achille Brunetta        |                                                                | facente funzioni sindaco |        |
| 1879            |                 | Matteo Della Tommasa    |                                                                | Presidente della giunta  |        |
| 1880            |                 | Matteo Della Tommasa    |                                                                | Sindaco                  |        |
| 1889            |                 | Angelo Salomi           |                                                                | Sindaco                  |        |
| 1890            |                 | Cosimo De Donatis       |                                                                | facente funzioni sindaco |        |
| 1891            |                 | Francesco Lubelli       |                                                                | Sindaco                  |        |
| 1892            |                 | Giuseppe Chironi        |                                                                | facente funzioni sindaco |        |
| 1893            |                 | Francesco Lubelli       |                                                                | Sindaco                  |        |
| 1894            |                 | Leonardo Brunetta       |                                                                | Sindaco                  |        |
| 1895            |                 | Giovanni Lubelli        |                                                                | Sindaco                  |        |
| 1897            |                 | Giuseppe Chironi        |                                                                | facente funzioni sindaco |        |
| 1910            |                 | Gesualdo De Donatis     |                                                                | Sindaco                  |        |
| 1923            |                 | ?                       |                                                                | Comm. pref.              |        |
| 1923            |                 | Umberto Chironi         |                                                                | Sindaco                  |        |
| 1926            |                 | Francesco Pindo         |                                                                | Comm. pref.              |        |
| 1927            |                 | Achille Luceri          |                                                                | Podestà                  |        |
| 1927            |                 | Giuseppe Della Tommasa  |                                                                | Podestà                  |        |
| 1929            |                 | Gesualdo de Donatis     |                                                                | Podestà                  |        |
| 1935            |                 | Antonio Di Milia        |                                                                | Comm. pref.              |        |
| 1935            |                 | Generoso De Maglie      |                                                                | Comm. pref.              |        |
| 1937            |                 | Umberto Chironi         |                                                                | Comm. pref.              |        |
| 1940            |                 | Giuseppe Camassa        |                                                                | Comm. pref.              |        |
| 1940            |                 | Gennaro Stampacchia     |                                                                | Comm. pref.              |        |
| 1941            |                 | Gaetano Lubelli         |                                                                | Podestà                  |        |
| 1942            |                 | Attilio Zoccali         |                                                                | Comm. pref.              |        |
| 1942            |                 | Camillo Villani         |                                                                | Podestà                  |        |
| 1945            |                 | Oronzo Comi             |                                                                | Sindaco                  |        |
| 1946            |                 | Giuseppe Brunetta       |                                                                | Sindaco                  |        |
| 1947            |                 | Francesco Calabro       |                                                                | Sindaco                  |        |
| 1949            |                 | Giuseppe Brunetta       |                                                                | Sindaco                  |        |
| 1953            |                 | Antonio Stasi           |                                                                | Sindaco                  |        |
| 1956            |                 | Orazio Sansonetti       |                                                                | Sindaco                  |        |
| 1963            |                 | Luigi Moschettini       |                                                                | Sindaco                  |        |
| 1966            |                 | Leonardo Brunetta       |                                                                | Sindaco                  |        |
| 1970            |                 | Orazio Sansonetti       |                                                                | Sindaco                  |        |
| 1983            |                 | Leonardo Brunetta       |                                                                | Sindaco                  |        |
| 6 giugno 1985   | 19 luglio 1990  | Antonio Calabro         | lista civica                                                   | Sindaco                  | [ 12 ] |
| 19 luglio 1990  | 3 febbraio 1993 | Antonio Calabro         | Partito Comunista Italiano, Partito Democratico della Sinistra | Sindaco                  | [ 12 ] |
| 3 febbraio 1993 | 24 aprile 1995  | Lucia Chironi           | -                                                              | Sindaco                  | [ 12 ] |
| 24 aprile 1995  | 14 giugno 1999  | Cosimo Calò             | centro-sinistra                                                | Sindaco                  | [ 12 ] |
| 14 giugno 1999  | 14 giugno 2004  | Cosimo Marrocco         | centro-sinistra                                                | Sindaco                  | [ 12 ] |
| 15 giugno 2004  | 8 giugno 2009   | Cosimo Marrocco         | lista civica                                                   | Sindaco                  | [ 12 ] |
| 8 giugno 2009   | 26 maggio 2014  | Roberto Francesco Isola | lista civica                                                   | Sindaco                  | [ 12 ] |
| 26 maggio 2014  | 27 maggio 2019  | Paolo Fiorillo          | lista civica Progetto democratico                              | Sindaco                  | [ 12 ] |
| 27 maggio 2019  | 10 giugno 2024  | Mario Bruno Caputo      | lista civica Libertà e democrazia                              | Sindaco                  | [ 12 ] |
| 10 giugno 2024  | in carica       | Mario Bruno Caputo      | lista civica Libertà e democrazia                              | Sindaco                  | [ 12 ] |

## Racconti popolari
Una tradizione molto diffusa nei piccoli comuni sono dei racconti popolari sulla storia del luogo, tramandati oralmente e spesso legati indissolubilmente alla tradizione cattolica della zona. La più celebre storia popolare di Carpignano è quella del vecchio cieco di Cacorzu (Lu vecchiu cicatu te sutta a Cacorzu), zona attualmente fuori dall'abitato comunale. Nel XVI secolo un vecchio cieco si rifugia in una grotta della zona, si addormenta e sogna la Madonna che gli chiede di edificare un tempio per lei. Guarito miracolosamente, l'uomo avverte il parroco e si scopre, il giorno seguente, un'immagine bizantina della Madonna con Bambino nella stessa grotta. La storia, tramandata nei secoli, è anche raccontata in una canzone cantata durante la tradizionale processione per la "Madonna della Grotta" (2 luglio, anniversario dell'evento narrato nel racconto).
L'avvenimento del ritrovamento di un'immagine bizantina nel 1568 è storicamente sicuro, essendo suffragato da documenti ufficiali scritti. Il cosiddetto "cieco" in realtà si chiamava Frangisco Vincenti e nei registri parrocchiali si trova anche il suo atto di morte.
Un'altra storia è nota soprattutto fuori da Carpignano, ed è rievocata nei comuni limitrofi per "prendere in giro" i carpignanesi: durante la processione del Corpus Domini, cominciò a piovere. Gli abitanti, per impedire che l'ostensorio contenente l'ostia consacrata si bagnasse, lo misero sotto una pila di pietra e andarono poi a riprenderlo al termine della pioggia. Nella frazione di Serrano, si narra che, durante la processione con la statua di San Giorgio, arrivò una pioggia improvvisa. I fedeli abbandonarono la statua per andare a raccogliere "marruchi", ossia una varietà di lumache. I carpignanesi sono così chiamati "giudei" e i serranesi "marrucari".